# ギオルギ・チェルケジシヴィリ
ギオルギ・チェルケジシヴィリ（グルジア語: გიორგი ჩერქეზიშვილი、グルジア語ラテン翻字: Giorgi Cherkezishvili、1979年9月13日 – ）は、ジョージアの政治家、経済学者。2018年6月20日から7月15日まで経済・持続的発展大臣を務めた。

## 生涯
ギオルギ・チェルケジシヴィリは1979年9月13日に誕生。2001年にトビリシ国立大学を卒業し、国際経済関係の学位を取得。2001年から2003年までトビリシ国立大学の修士課程を履修し、経済学部で国際経済関係の修士号を取得。また2001年から2002年にかけて、欧州委員会による独立国家共同体に対する技術支援プロジェクト作業部会にて管理アシスタントを務めた。2002年から2005年にかけて、ジョージアの国際関係部門における専門家として知られるようになり、組織刷新のキーマンとなった。2005年から2006年まではジョージア銀行法人部でビジネス開発マネジャーを務め、その後2006年から2009年まで同銀行法人部のエネルギー課で上級リレーショナルマネジャーを務めた。2009年から2013年まではジョージア銀行法人部のVIP銀行サービス室長、2014年にJSCパートナーシップ基金で投資副本部長に就き、2014年から2017年まで同基金の投資本部長を務めた。また2012年から2015年までグルノーブル経営学院とコーカサス・スクール・オブ・ビジネスによる二重学位プログラムで経営学修士号を取得。
2017年3月から2018年6月までジョージア経済・持続的発展省の副大臣を務め、2018年6月20日から2018年7月15日まで同省の大臣に就いた。その後2018年7月16日から再び同省の副大臣職に復帰した。